# Campionati del mondo di ciclismo su strada 1999 - Cronometro femminile Elite
La cronometro femminile Elite dei Campionati del mondo di ciclismo su strada 1999 fu corsa il 5 ottobre in Italia, con partenza ed arrivo a Treviso, su un percorso totale di 25,8 km. L'oro andò all'olandese Leontien van Moorsel, che vinse la gara con il tempo di 32'31"87 alla media di 47,7 km, l'argento all'australiana Anna Wilson e a completare il podio la lituana Edita Pučinskaitė.

## Classifica (Top 10)
| Pos. | Corridore            | Squadra     | Tempo     |
| ---- | -------------------- | ----------- | --------- |
| 1    | Leontien van Moorsel | Paesi Bassi | 32'31"87  |
| 2    | Anna Wilson          | Australia   | a 4"57    |
| 3    | Edita Pučinskaitė    | Lituania    | a 31"75   |
| 4    | Zul'fija Zabirova    | Russia      | a 37"53   |
| 5    | Hanka Kupfernagel    | Germania    | a 49"78   |
| 6    | Judith Arndt         | Germania    | a 50"07   |
| 7    | Clara Hughes         | Canada      | a 51"36   |
| 8    | Diana Žiliūtė        | Lituania    | a 51"81   |
| 9    | Jeannie Longo        | Francia     | a 54"71   |
| 10   | Kathy Watt           | Australia   | a 1'08"45 |